# Компорта
Компорта (порт. Comporta)  —  район (фрегезия) в Португалии,  входит в округ Сетубал. Является составной частью муниципалитета  Алкасер-ду-Сал. По старому административному делению входил в провинцию Байшу-Алентежу. Входит в экономико-статистический  субрегион Алентежу-Литорал, который входит в Алентежу. Население составляет 1348 человек на 2001 год. Занимает площадь 112,12 км².